# Van der Waalsove sile
Van der Waalsove sile, slabo privlačne sile između dviju molekula, koje se javljaju zbog interakcije električnih dipola. Mogu dovesti do stvaranja stabilnih, ali slabo povezanih dimernih molekula ili skupina. Nazvane su po nizozemskom fizičaru Johannesu van der Waalsu.
Van der Waalsove sile (veze) su znatno slabije od kovalentnih veza, a posljedica njihovog djelovanja su različita agregatna stanja tvari. Molekule mogu imati stalan, ali i inducirani dipol. Stalan dipol imaju polarne molekule. Privlače se suprotno nabijeni krajevi dipolnih molekula (privlačne sile su elektrostatske prirode).
Elektroni su u atomu i molekuli u stalnom gibanju (raspodjela električnog naboja je nestalna). U jednom trenutku elektronski oblak može imati simetričnu raspodjelu, a u drugom trenutku elektronski oblak postaje gušći na jednoj, a rjeđi na drugoj strani atoma. Na taj način nastaje trenutačni dipol. Trenutačni dipoli uzrokuju nastajanje induciranih dipola u susjednim atomima ili molekulama, jer dolazi do privlačenja jezgre jednog i elektronskog oblaka drugog atoma, koji nisu kemijski vezani. Među induciranim dipolima djeluju vrlo slabe i kratkotrajne sile. 
Londonove sile su van der Waalsove privlačne sile, koje nemaju stalne dipole, a posljedica su trenutačnih i induciranih dipola prisutnih u svakom sustavu. 
Van der Waalsove sile uključuju sljedeće sile između dipola:
- dipol – dipol (Keesomove sile)
- dipol – inducirani dipol (Debyeve sile)
- inducirani dipol - inducirani dipol (Londonove sile)

Jakost van der Waalsovih sila ovisi o raspodjeli elektronske gustoće, veličini molekula i atoma i o njihovoj udaljenosti. Što su molekule i atomi veći, veći je i broj dodira između njih, pa su time i van der Waalsove sile jače. O jakosti van der Waalsovih sila ovise tališta i vrelište tvari, a ujedno i agregatno stanje i viskoznost. 
Mjera za van der Waalsove privlačne sile između molekula u tekućini je molarna toplina isparavanja, a u čvrstom stanju molarna toplina sublimacije. Te topline predstavljaju onu energiju koja je potrebna da se sve molekule potpuno odvoje jedna od druge. 
Van der Waalsovim privlačnim silama suprotstavljaju se odbojne sile između elektrona koji imaju isti spin. Smanjenjem razmaka između molekula, odbojne sile vrlo brzo rastu. Kompresibilnost tekućina i kristala je vrlo mala. Postoji ravnotežni razmak, na kojem su van der Waalsove privlačne sile izjednačene odbojnim elektrostatičkim silama, i taj razmak se naziva van der Waalsov polumjer.
Četiri su glavna uzroka nastajanja Van der Waalsovih sila:
- elektrostatsko privlačenje
- delokalizacija elektrona
- disperzijsko privlačenje
- odbijanje elektronskih oblaka

Usporedba kemijskih veza
| Vrsta kemijske veze                                         | Energija disocijacije (kcal), |
| ----------------------------------------------------------- | ----------------------------- |
| Kovalentna veza                                             | 400                           |
| Vodikova veza                                               | 12-16                         |
| Dipol–dipol (van der Waalsove sile)                         | 0,5 - 2                       |
| Inducirani dipol - inducirani dipol (van der Waalsove sile) | <1                            |

## Van der Waalsove sile između makroskopskih objekata
Za makroskopske objekte potrebno je uzeti u obzir cijelu površinu, između koje djeluju van der Waalsove sile. Tako je van der Waalsova energija po jedinici površine E/a, između dvije paralelne površine:
{\displaystyle {\frac {E}{a}}=-{\frac {A}{12\pi D^{2}}},}
gdje je: A – Hamakerova konstanta, koja ovisi o svojstvima materijala, D – udaljenost između površina.
Sposobnost guštera macaklina da hodaju po staklenoj površini, pripisuje se van der Waalsovim silama.

## Vanjske poveznice
- [neaktivna poveznica] "Van der Waalsova sile", www.ttf.unizg.hr
- [neaktivna poveznica] "Međumolekularne sile", www.ktf-split.hr